# Okinawa Denryoku
Okinawa Denryoku K.K. (japanisch 沖縄電力株式会社 Okinawa denryoku Kabushiki kaisha, deutsch ‚Elektrische Energie Okinawa‘; kurz: 沖電 Okiden, englisch The Okinawa Electric Power Company, Incorporated, kurz: OEPC) ist der jüngste der großen japanischen Stromversorger.

## Stromerzeugung
Sie ist für den Bereich der Ryūkyū-Inseln der Präfektur Okinawa zuständig. Dabei handelt es sich um etwa 150 größere und kleinere Inseln, 39 davon sind bewohnt. Dies bedeutet ein großes logistisches Problem, da die Inseln über ein riesiges Gebiet von 1000 km mal 400 km verstreut sind und eine Kabelverbindung – als Sicherheit – zum Festland daher auch nicht existieren kann.
Seit 2006 wurde die Kraftwerksleistungen fast verdoppelt und von Kohle auf Öl Feuerung umgestellt. Nur die Kraftwerke Gushikawa und Kin benötigen noch Kohle, haben aber einen Anteil von 21 % an der Gesamtproduktion. Der restliche Anteil wird durch LNG und Kerosin befeuert. Windkraftanlagen spielen faktisch keine Rolle.
| 2015 (100%=2.135.985 kWh) | 2015 (100%=2.135.985 kWh) | 2006 (100%=1.926 Millionen kWh) | 2006 (100%=1.926 Millionen kWh) |
| Art                       | Anteil                    | Art                             | Anteil                          |
| ------------------------- | ------------------------- | ------------------------------- | ------------------------------- |
| Kohle                     | 35 %                      | Kohle                           | 78 %                            |
| Öl                        | 27 %                      | Öl                              | 21 %                            |
| LNG/Kerosin               | 38 %                      | Sonstige                        | 1 %                             |

Ende 2012 ging das Gaskraftwerk Yoshinoura in Betrieb. Am 27. November 2012 Generator 1 und am 23. Mai 2013 Generator 2. Auf kleineren Inseln wird der Strom mittels Dieselgeneratoren und Gasturbinen erzeugt.

## Geschichte
In der Zeit von 1945 bis 1972 waren die Ryūkyū-Inseln und die Daitō-Inseln unter Amerikanischer Verwaltung (USCAR). Die Amerikaner gründeten einige Versorgungsfirmen für die Bewohner der Inseln und das amerikanische Militär, darunter die Ryūkyū Denryoku (琉球電力公社 Ryūkyū denryoku kōsha, deutsch ‚Öffentliches Unternehmen Elektrische Energie Ryūkyū‘), die Ryukyu Domestic Water Corporation und die Bank of the Ryukyus.
Mit der formellen Übergabe der Inseln am 15. Mai 1972 wurde aus Ryūkyū Denryoku die Okinawa Denryoku. 1976 wurden fünf weitere kleinere Versorger übernommen. Am 1. Oktober 1988 wurde die Firma privatisiert und ist eines der 10 großen Energieversorger Japans, die regionale Quasi-Monopole innehaben.